# Humuani Alaga
Humuani Amoke Alaga, popularmente conocida como Mama Humuani Alaga (Ibadán, 1900-Ibadán, 1993) fue una activista nigeriana y empresaria indígena en el negocio textil. También se la conoció como una Muminaat que alentó e influyó en las mujeres para que fueran ciudadanas activas. En 1938, llevó a  manifestantes a exigir un salario igual y mejores condiciones laborales para las mujeres. En 1958, fundó la Sociedad de Mujeres Isabatudeen con otras 11 mujeres. Un año después, en 1959, cofundó el Consejo Nacional de Sociedades de Mujeres.

## Biografía
Alrededor de 1900 Alaga nació en Ibadán en la familia de Alfa Aliu Adisa Alaga, un clérigo y comerciante musulmán, y Asimowu Oladoyinbo Ladebo Anigbalawo, comerciante de textiles y abalorios.  Con dos hermanas mayores y un hermano mayor, Humani era la más joven de la familia. Se aventuró en la venta de textiles y abalorios a una edad muy temprana a través de sus padres. Se casó a los 18 años.

## Trayectoria profesional
En 1925 Alaga comenzó su negocio vendiendo textiles después de su matrimonio y más tarde abrió una tienda entre 1928 y 1929 y se convirtió en comerciante de otras empresas. Fue líder de distribuidores textiles en 1934 en el mercado de Gbagi. En 1930 además fue la cofundadora de Egbe Ifelodun. En 1958  después de que se le negara la entrada a su hija en una escuela cristiana, fundó, con otras once mujeres, una sociedad que tomó el nombre de Sociedad Isabatudeen, Isabatudeen Society (IS). En el centro de su programa estaba el proyecto de crear una escuela secundaria para niñas después de fundar la escuela primaria de niñas Isabatudeen.

## Activismo
En 1938 el Sindicato de Mujeres del Algodón, The Women Cotton Trade Union, protestó contra los comerciantes libaneses que actuaban como intermediarios en el negocio textil y obtenían enormes beneficios. La protesta fue dirigida por Alaga porque estaba en contra de estos comerciantes libaneses que operaban en algunos lugares de Ibadan que estaban destinados a los comerciantes locales. Esto más tarde  condujo a la creación del Consejo Nacional de Sociedades de Mujeres (NCWS) en 1959.
En 1953, dirigió la Asociación Textil Africana de Ibadan para protestar contra la reubicación del mercado de Dugbe. Los manifestantes fueron descalzos al palacio del rey y exigieron que la ubicación del mercado permaneciera sin cambios. También llevó a las mujeres del mercado al lugar del gobernador para protestar contra el asesinato de manifestantes a manos de soldados en 1978. Abogó por la igualdad de remuneración para todos los géneros durante una visita al gobernador del estado.
Alaga murió el 29 de enero de 1993 en Ibadan.